# Blackmailed
Pour plus de détails, voir Fiche technique et Distribution.
Blackmailed est un film britannique réalisé par Marc Allégret en 1950.

## Synopsis
Le maître-chanteur est assassiné et ceux qui ont assisté à la scène s'accordent pour ne rien dire, mais il y a eu un autre témoin, un jeune artiste, lui aussi victine de chantage.

## Fiche technique
- Titre original : Blackmailed
- Réalisation : Marc Allégret
- Scénario : Hugh Mills, Roger Vadim, d'après le roman Mrs. Christopher d'Elizabeth Myers
- Costumes : Yvonne Caffin
- Photographie : George Stretton
- Son : John Dennis, Gordon McCallum
- Montage : John Shirley
- Musique : John Wooldridge
- Production : Harold Huth
- Production associée : Norman Spencer
- Société de production : H.H. Films
- Pays de production :  Royaume-Uni
- Langue : anglais
- Format : Noir et blanc - 35 mm - 1,37:1 - Son Mono
- Genre : drame
- Durée : 85 minutes
- Date de sortie :
  - Royaume-Uni : 30 janvier 1951

## Distribution
- Mai Zetterling : Carol Edwards
- Dirk Bogarde : Stephen Mundy
- Fay Compton : Mme Christopher
- Robert Flemyng : Docteur Freeman
- Michael Gough : Maurice Edwards
- James Robertson Justice : M. Sine
- Joan Rice : Alma
- Harold Huth : Hugh Sainsbury
- Wilfrid Hyde-White : Lord Dearsley
- Nora Gordon : la gouvernante
- Cyril Chamberlain : un policier
- Charles Saynor] : un policier
- Derrick Penley : Patrick
- Peter Owen : l'imprimeur
- Dennis Brian : le secrétaire de rédaction
- Arthur Hambling : Inspecteur Canin